# Greisi Gómez
Greisi Gómez, destacada deportista venezolana de la especialidad de nado sincronizado quien fue campeona de Centroamérica y del Caribe en Mayagüez 2010.

## Trayectoria
La trayectoria deportiva de Greisi Gómez se identifica por su participación en los siguientes eventos nacionales e internacionales:

### Juegos Centroamericanos y del Caribe
Fue reconocido su triunfo de ser la primera deportista con el mayor número de medallas de bronce de la selección de  Venezuela 
en los juegos de Mayagüez 2010.

#### Juegos Centroamericanos y del Caribe de Mayagüez 2010
Su desempeño en la vigésima primera edición de los juegos, se identificó por ser la segunda deportista con el mayor número de medallas de bronce entre todos los participantes del evento, con un total de 4 medallas:

- , Medalla de plata: Solo Libre
- , Medalla de bronce: Combinación
- , Medalla de bronce: Libre
- , Medalla de bronce: Técnica
- , Medalla de bronce: Solo